# Kamina
Kamina – miasto w południowo-wschodniej części Demokratycznej Republiki Konga, w prowincji Katanga, siedziba administracyjna dystryktu Haut-Lomami. W 2004 roku liczyło ok. 115,6 tys. mieszkańców. 
Miejscowość jest ośrodkiem handlu i przemysłu spożywczego. W okolicy uprawiane są bawełna, tytoń i warzywa. Kamina jest ważnym węzłem kolejowym łączącym linię Lubumbashi–Ilebo z linią prowadzącą do Kalemie. Miasto posiada także lotnisko cywilne oraz lotniczą bazę wojskową, która była wykorzystywana podczas dwóch wojen Shaba (lata 1977 i 1978), a w latach 80. pełniła funkcję głównego centrum dostaw broni i amunicji dla powstańców z Narodowego Związku na rzecz Całkowitego Wyzwolenia Angoli.
W 1956 urodził się tutaj Léon Kalenga Badikebele, duchowny katolicki, arcybiskup, nuncjusz apostolski w Argentynie.